# اگویلارس، ال سالوادور
اگویلارس، ال سالوادور (به اسپانیایی: Aguilares, El Salvador) یک منطقهٔ مسکونی در السالوادور است که در San Salvador Department واقع شده‌است.

## خصوصیات
اگویلارس ۳۲٫۷۲ کیلومترمربع مساحت و ۷۳٬۳۰۰ نفر جمعیت دارد و ۲۹۹ متر بالاتر از سطح دریا واقع شده‌است.